# مخططات الصلاحية
يُستخدم مصطلح مخططات الصلاحية أو مخططات التكيف (أنواع مخططات التطور) في علوم الأحياء التطورية لوصف العلاقة بين الأنماط الجينية والنجاح الإنجابي. من المفترض أن يكون لكل نمط جيني معدل تواتر محدد بشكل دقيق (يشار إليه غالبًا باسم الصلاحية). هذه الصلاحية هي قيمة من مخطط الصلاحية. تعتبر الأنماط الجينية المتشابهة (قريبة) من بعضها البعض في حين تعتبر الأنواع المختلفة جدًا (بعيدة) عن بعضها البعض. يُطلق على مجموعة الأنماط الجينية الممكنة ودرجة تشابهها وقيم الصلاحية المرتبطة بها مخططات الصلاحية. إنَّ هدف مخطط الصلاحية هو المساعدة في تفسير ضعف التصميم في التطور الناتج عن الانتقاء الطبيعي بما في ذلك نقاط الضعف في الحيوانات مثل ردود أفعالها على المحفزات القوية.
طُرحت فكرة دراسة التطور من خلال تصور توزيع قيم الصلاحية كنوع من المخططات لأول مرة من قبل سيول رايت في عام 1932.
تعتبر مخططات الصلاحية بمثابة تقييم وظيفة الصلاحية بالنسبة لجميع الحلول المرشحة في مسائل تحقيق الأمثلية التطورية.

## في علم الأحياء
يمثل الارتفاع في جميع مخططات الصلاحية درجة الصلاحية. هناك ثلاث طرق مختلفة لتحديد الأبعاد الأخرى، مع الانتباه إلى أنَّ المسافة في كل حالة تمثل الاختلاف.
غالبًا ما تُصوَّر مخططات الصلاحية على شكل سلاسل من الجبال. توجد مجموعة ذروات محلية (مثل النقاط التي تنخفض جميع المسارات ابتداء منها) والقيعان (المناطق التي ترتفع منها العديد من المسارات صعودًا). وتسمى مخططات الصلاحية التي تحوي على العديد من القمم المحلية وتحيط بها وديان عميقة مخططات وعرة. ومن ناحية أخرى إذا كان لجميع الأنماط الجينية نفس معدل التواتر توصف مظاهر الصلاحية بأنها مسطحة. يرتفع عدد الكائنات المتطور عادةً في مظاهر الصلاحية من خلال سلسلة من التغييرات الجينية الصغيرة حتى يتم الوصول إلى المستوى الأمثل المحلي.

### النمط الجيني لمخططات الصلاحية
مثّل رايت مساحة النمط الجيني باعتبارها مكعب ذو بعد رابع. لم يتم تحديد نمط جيني مستمر البعد مسبقًا. وبدلًا من ذلك توصل شبكة من الأنماط الجينية عبر مسارات الطفرات.
يندرج النموذج الذي صممه ستيوارت كوفمان ضمن مجموعة من مخططات الصلاحية. تستخدم تقنيات تحليل الشبكات الحديثة مثل تقنية (SWAG) أيضًا مساحة نمط جيني دون أبعاد.

### تواتر الأليل في مخططات الصلاحية
وصف بحث رايت الرياضي الصلاحية باعتبارها ناتجة عن تواتر الأليل. هنا يصف كل بعد تواتر الأليل في جين محدد ويتراوح بين الـ 0 و 1.

### النمط الظاهري لمخططات الصلاحية
يمثل كل بعد في النوع الثالث من مخططات الصلاحية صفة ظاهرية مختلفة. ويمكن بحسب فرضيات علم الوراثة الكميّة تحديد هذه الأبعاد الظاهرية على الأنماط الجينية.

## تحقيق الأمثلية التطورية
بصرف النظر عن مجال علم الأحياء التطوري اكتسب مفهوم مخططات الصلاحية أيضًا أهمية في أساليب تحقيق الأمثلية التطورية مثل الخوارزميات الجينية أو استراتيجيات التطور. يحاول الكائن الحي في مجال تحقيق الأمثلية التطورية حل مشاكل العالم الحقيقي (على سبيل المثال: المشكلات الهندسية أو اللوجستية) من خلال تقليد آليات التطور الحيوي. على سبيل المثال: يمكن لشاحنة تعمل على تسليم بضاعة وتملك عدد كبيرة من الوجهات أن تسلك مجموعة كبيرة ومتنوعة من الطرق المختلفة، لكن عدد قليل من الاحتمالات فقط سيؤدي إلى وقت قصير في القيادة.
يجب على الدارس أن يحدد مدى أمثلية كل حل ممكن للمشكلة من أجل تحقيق الأمثلية التطورية (على سبيل المثال: كل طريق ممكن في مثال شاحنة التسليم). يتم ذلك عن طريق إدخال دالة ذات قيمة عددية f(s)، تعني القيمة العددية أنَّ f(s) هو رقم بسيط مثل 0.3 في حين أنَّ قيمة s يمكن أن تكون أكثر تعقيدًا على سبيل المثال قائمة عناوين الوجهات في مثال شاحنة التسليم، وهذا ما يسمى تحدد الصلاحية.
يدل ارتفاع قيمة f(s) على أنَّ s هو حل جيد. يمكن أن تكون f(s) في مثال شاحنة التسليم هو عدد عمليات التسليم في الساعة على الطريق s. ثم يتم العثور على الحل الأمثل أو الحل الجيد بشكل مقبول بالطريقة التالية: يتم في البداية إنشاء مجموعة من الحلول العشوائية. ثم يتم تغيير الحلول واختيار فقط التي تتمتع بصلاحية أعلى حتى يتم العثور على حل مقبول.
تعد تقنيات تحقيق الأمثلية التطورية مفيدة بشكل خاص في المسائل التي يكون من السهل فيها تحديد جودة حل واحد ومن الصعب متابعة جميع الحلول الممكنة واحدًا تلو الآخر (من السهل تحديد وقت القيادة لطريق معين بواسطة شاحنة التسليم ولكن يكاد يكون من المستحيل التحقق من جميع المسارات الممكنة عند زيادة عدد الوجهات بشكل كبير).
يتفق مفهوم دالة الصلاحية f(s) أيضًا مع مفهوم دالة الطاقة في الفيزياء. يختلف المفهومان فقط في أنَّ الفيزيائيين يفكرون بشكل تقليدي في خفض قيمة دالة الطاقة إلى الحد الأدنى، بينما يفضل علماء الأحياء زيادة قيمة دالة الصلاحية إلى الحد الأعلى. لذلك فإن أخذ مقلوب دالة طاقة يحولها إلى دالة صلاحية، والعكس ينتج العكس.

## التحذيرات والقيود
توجد عدة محاذير مهمة. نظرًا لأن العقل البشري يسعى من أجل التفكير بأكثر من ثلاثة أبعاد يمكن لهندسة الأبعاد الثلاثية أن تكون مضللة عند مناقشة مخططات الصلاحية متعددة الأبعاد. وليس من الواضح تحديدًا ما إذا كانت القيم الدنيا في مخططات الصلاحية متعددة الأبعاد تفصل بين القيم العليا (الذرى)، أو إذا كانت متصلة بواسطة سلاسل طويلة من التلال متوسطة القيم. وبالإضافة إلى ذلك فإن مخطط الصلاحية ليس ثابتًا مع مرور الوقت إنما يعتمد على تغير البيئة وتطور الجينات الأخرى. ومن المهم أن نأخذ في الاعتبار أنَّ المخططات ليست دوال مطلقة بشكل عام وإنما نسبية. أخيرًا: نظرًا لشيوع استخدام الدالة كبديل عن الصلاحية عند دراسة الإنزيمات فإن وجود أي أنشطة غير متجانسة (مخططات متضاربة) والتي ستحدد صلاحية الكائن الحي النهائية ستؤدي لوجود فجوة بين المخططات المختلفة المتكاملة.
يمكن مع وضع هذه القيود في الاعتبار أن تكون مخططات الصلاحية طريقة مفيدة لدراسة التطور. من الممكن قياس (حتى وإن لم يكن تصور) بعض متغيرات المخططات وعدد الذرى والارتفاع والمسافة والتغيرات الشديدة. يمكن بعد ذلك استخدام المخططات ثلاثية الأبعاد المبسطة المنسوبة إلى بعضها البعض لتمثيل الصفات المتعلقة بها بشكل مرئي. وقد يتم بالإضافة إلى ذلك إنشاء مخططات صلاحية للمجموعات الفرعية الصغيرة من مسارات التطور بشكل تجريبي، مما قد يكشف عن بعض الصفات مثل أعلى وأدنى قيم للصلاحية. تشير مخططات الصلاحية للمسارات التطورية إلى الخطوات التطورية والنهايات المحتملة لمجموعة من الطفرات الفردية.